# Unión Balompédica Conquense
La Unión Balompédica Conquense es un equipo de fútbol español, de la ciudad de Cuenca, en Castilla-La Mancha. Fue fundado el 16 de abril de 1946 y desde 2024 juega en Segunda Federación, siendo su techo histórico un segundo puesto en la antigua tercera categoría nacional, la Segunda División B.

## Historia
El equipo nació en 1946 tras la fusión de la Agrupación Balompédica Conquense, Cultural Conquense y Sporting Cuenca. En la temporada 1987-88 debutó en Segunda División B. En la temporada 2004-05 el equipo quedó entre los cuatro primeros, clasificándose para la fase de promoción. Ganando en la semifinal, fue derrotado en la final por el Real Madrid B. 
La temporada siguiente el equipo descendió a Tercera División. En la temporada 2006-07 el Conquense quedó primero en el grupo castellano manchego con 92 puntos, seis por encima del Guadalajara. En la semifinal de la fase de ascenso, derrotó al Club Deportivo San Fernando por un global de 2-0. En la final, se enfrentó a la Sociedad Deportiva Negreira. La ida, jugada en Negreira concluyó con un empate sin goles. En la vuelta, disputada en La Fuensanta el 24 de junio de 2007, el Conquense ganó 3-0, marcando todos los goles en la primera parte, consiguiendo de ese modo el ascenso. En la temporada 2009-10 finalizó 10.º en el grupo II de Segunda División B. 
En la temporada 2010-11 estuvo encuadrado en el Grupo I de Segunda División B. A pesar de un gran comienzo, quedó 16.º en la temporada regular, por lo que tuvo que jugar la promoción de permanencia para evitar el descenso. El rival fue el Caudal Deportivo, equipo que había quedado 16.º en el grupo II de Segunda División B. El primer partido se disputó en el Estadio La Fuensanta el 22 de mayo de 2011, con resultado de 2-0 a favor de la U. B. Conquense, con goles de Berodia (minuto 36) y Cristian (minuto 48). La vuelta se jugó en el campo del Caudal Deportivo, el Estadio Hermanos Antuña el 29 de mayo de 2011, con resultado de 2-1. Los goles del Caudal Deportivo fueron anotados por Carlos Álvarez (minuto 85) y José Luis (minuto 94), mientras que el gol de la U. B. Conquense lo anotó Belencoso en la prórroga, en el minuto 114. Así, la U. B. Conquense consiguió la permanencia un año más en la categoría de bronce del fútbol español.
En la temporada 2011-12 el Conquense finalizó nuevamente en 16.ª posición y disputó la promoción de permanencia. Sin embargo, esta vez el descenso sí sucedió debido a la derrota frente al Real Zaragoza B tanto fuera de su campo (1-0) como en el suyo (0-3), abandonando así la categoría de bronce después de cinco años consecutivos en ella.
En la temporada 2012-13 el conquense realiza una gran temporada y jugó la fase de ascenso a Segunda División B, pasando las tres eliminatorias y volviendo a la categoría de bronce del fútbol español. Tras dos temporadas volvieron a descender en 2015.
En el año 2024 quedó campeón del grupo XVIII de la Tercera Federación ascendiendo al cuarto nivel del fútbol nacional, la Segunda Federación.
En la temporada 2024/2025 el Conquense disputó la Copa del Rey como campeón de Tercera RFEF, en primera ronda se enfrentó al UD Ibiza de superior categoría, al que derrotó por 1-0 con gol de Raúl Caballero. En la segunda ronda, se enfrentaría ante la Real Sociedad de primera división ante la cual caería derrotada con un gol de Brais Méndez en el minuto 91 de la prórroga. Por primera vez desde la construcción de nuevo estadio de La Fuensanta, se llenó el aforo del estadio con 6.000 espectadores.

## Directiva
La junta directiva está formada por:
- Presidente: Alberto Asensi
- Vicepresidente: Alberto Cuevas
- Tesorero: Fran Alarcón
- Vocales:
  - Cristian Sánchez
  - Sergio Ballesteros
  - Ricardo Palencio

## Uniforme
- Uniforme titular: camiseta blanca, pantalón negro y medias negras.
- Uniforme visitante: camiseta negra, pantalón negro y medias negras.

## Estadios
- Estadio La Fuensanta, con capacidad para 6000 espectadores. Dimensiones del terreno de juego: 105x68 metros.[8]
- Los Tiradores (campo de entrenamiento).

## Datos del club
- Temporadas en Primera División: 0.
- Temporadas en Segunda División: 0.
- Temporadas en Segunda División B: 17.
- Temporadas en Segunda Federación: 1.
- Temporadas en Tercera División/Tercera Federación: 44.
- Temporadas en Regional: 17.
- Mejor puesto en la liga: 2.º Segunda División B (2004-05) - 1.º Tercera División (2006-07, 2015-16 y 2017-18).
- Peor puesto en la liga: 20.º (Segunda División B, temporada 2014-15).

### Registro de temporadas
| Temporada | División                  | Pos  | Copa      |
| --------- | ------------------------- | ---- | --------- |
| 1946-47   | 3.ª División (Grupo VIII) | 9.º  |           |
| 1947-48   | 3.ª División (Grupo IV)   | 10.º | 2.ª ronda |
| 1948-49   | 3.ª División (Grupo IV)   | 5.º  | 1.ª ronda |
| 1949-50   | 3.ª División (Grupo IV)   | 16.º |           |
| 1950-51   | 3.ª División (Grupo IV)   | 10.º |           |
| 1951-52   | 3.ª División (Grupo V)    | 12.º |           |
| 1952-53   | 3.ª División (Grupo IV)   | 14.º |           |
| 1953-54   | Regional                  |      |           |
| 1954-55   | 3.ª División (Grupo XVI)  | 9.º  |           |
| 1955-56   | 3.ª División (Grupo XVI)  | 10.º |           |
| 1956-57   | 3.ª División (Grupo XV)   | 14.º |           |
| 1957-58   | 3.ª División (Grupo XIV)  | 18.º |           |
| 1958-1962 | Regional                  |      |           |
| 1962-63   | 3.ª División (Grupo XIV)  | 13.º |           |
| 1963-64   | 3.ª División (Grupo XIV)  | 11.º |           |
| 1964-65   | 3.ª División (Grupo XIV)  | 6.º  |           |
| 1965-66   | 3.ª División (Grupo XIV)  | 5.º  |           |
| 1966-67   | 3.ª División (Grupo XIV)  | 4.º  |           |
| 1967-68   | 3.ª División (Grupo XV)   | 14.º |           |
| 1968-1980 | Regional                  |      |           |
| 1980-81   | 3.ª División (Grupo VII)  | 12.º |           |
| 1981-82   | 3.ª División (Grupo VII)  | 16.º |           |
| 1982-83   | 3.ª División (Grupo VII)  | 10.º |           |
| 1983-84   | 3.ª División (Grupo VII)  | 4.º  |           |
| 1984-85   | 3.ª División (Grupo VII)  | 9.º  | 1.ª ronda |
| 1985-86   | 3.ª División (Grupo VII)  | 6.º  |           |
| 1986-87   | 3.ª División (Grupo VII)  | 5.º  | 1.ª ronda |
| 1987-88   | 2.ª División B (Grupo IV) | 19.º | 1.ª ronda |
| 1988-89   | 3.ª División (Grupo XVII) | 12.º | 1.ª ronda |
| 1989-90   | 3.ª División (Grupo XVII) | 14.º |           |
| 1990-91   | 3.ª División (Grupo XVII) | 3.º  |           |
| 1991-92   | 3.ª División (Grupo XVII) | 2.º  | 1.ª ronda |
| 1992-93   | 3.ª División (Grupo XVII) | 2.º  | 3.ª ronda |

| Temporada | División                     | Pos  | Copa         |
| --------- | ---------------------------- | ---- | ------------ |
| 1993-94   | 3.ª División (Grupo XVII)    | 10.º |              |
| 1994-95   | 3.ª División (Grupo XVII)    | 15.º |              |
| 1995-96   | 3.ª División (Grupo XVII)    | 8.º  |              |
| 1996-97   | 3.ª División (Grupo XVII)    | 4.º  |              |
| 1997-98   | 3.ª División (Grupo XVII)    | 2.º  |              |
| 1998-99   | 2.ª División B (Grupo II)    | 5.º  | 1.ª ronda    |
| 1999-00   | 2.ª División B (Grupo II)    | 10.º |              |
| 2000-01   | 2.ª División B (Grupo III)   | 16.º |              |
| 2001-02   | 2.ª División B (Grupo III)   | 12.º |              |
| 2002-03   | 2.ª División B (Grupo II)    | 7.º  |              |
| 2003-04   | 2.ª División B (Grupo II)    | 6.º  | 1/32         |
| 2004-05   | 2.ª División B (Grupo IV)    | 2.º  | 1/32         |
| 2005-06   | 2.ª División B (Grupo IV)    | 18.º | Ronda previa |
| 2006-07   | 3.ª División (Grupo XVIII)   | 1°   |              |
| 2007-08   | 2.ª División B (Grupo II)    | 6.º  | 2.ª ronda    |
| 2008-09   | 2.ª División B (Grupo IV)    | 8.º  | 2.ª ronda    |
| 2009-10   | 2.ª División B (Grupo II)    | 10.º | 2.ª ronda    |
| 2010-11   | 2.ª División B (Grupo I)     | 16.º |              |
| 2011-12   | 2.ª División B (Grupo I)     | 16.º |              |
| 2012-13   | 3.ª División (Grupo XVIII)   | 2.º  |              |
| 2013-14   | 2.ª División B (Grupo II)    | 11.º |              |
| 2014-15   | 2.ª División B (Grupo II)    | 20.º |              |
| 2015-16   | 3.ª División (Grupo XVIII)   | 1°   |              |
| 2016-17   | 3.ª División (Grupo XVIII)   | 2.º  | 1.ª ronda    |
| 2017-18   | 3.ª División (Grupo XVIII)   | 1.°  |              |
| 2018-19   | 2.ª División B (Grupo III)   | 18.º | 1.ª ronda    |
| 2019-20   | 3.ª División (Grupo XVIII)   | 6.º  |              |
| 2020-21   | 3.ª División (Grupo XVIII)   | 9.º  |              |
| 2021-22   | 3.ª Federación (Grupo XVIII) | 6.º  |              |
| 2022-23   | 3.ª Federación (Grupo XVIII) | 6.º  |              |
| 2023-24   | 3.ª Federación (Grupo XVIII) | 1.º  |              |
| 2024-25   | 2.ª Federación (Grupo V)     | sd   | 2.ª ronda    |

## Palmarés
El primer título oficial en algo más de 60 años de historia de la U. B. Conquense se obtuvo en la Copa de la Liga de Tercera División 1984-85. El equipo llegó a la final tras deshacerse sucesivamente de la Gimnástica Segoviana, el C. D. Fuensalida, el C. D. Oberena y el Portmany S. D.. 
El rival en la final fue la Las Palmas Atlético. El primer encuentro, en Gran Canaria, se saldó con victoria local por 2-0. El partido de vuelta se disputó en La Fuensanta el 29 de junio de 1985; como venció el Conquense también por 2-0, tuvo que disputarse una prórroga, en la que tras un gol de la U. D. Las Palmas Atlético los locales pudieron marcar dos tantos y con el 4-1 final obtuvieron el primer título oficial en la historia del fútbol conquense.
- Tercera División/Tercera Federación (4) 2006-07, 2015-16, 2017-18, 2023-24
- Copa de la Liga de Tercera División: (1) 1984-85.
- Copa Castilla-La Mancha: (6) 2001-2002, 2004-05, 2005-06, 2007-08, 2010-11, 2019-20.[10]

### Trofeos amistosos
- Trofeo Feria de San Julián: (22) 1970, 1972, 1976, 1979, 1980, 1981, 1983, 1984, 1985, 1987, 1992, 1995, 1996, 1998, 2004, 1006, 2007, 2008, 2009, 2012, 2019, 2021
- Trofeo Puerta de Toledo: (2) 2003, 2014
- Trofeo Ayuntamiento de Tomelloso: (1) 2002
- Trofeo Feria de Toledo: (1) 2005

### Premios
- Trofeo Invicto Don Balón: (1) 2006-07.